# Żona i nie żona (film)
Żona i nie żona – polski film fabularny z 1939 roku, zrealizowany na podstawie powieści Stefana Kiedrzyńskiego pod tym samym tytułem.

## O filmie
Film został zrealizowany z okazji jubileuszu 40-lecia pracy kierownika artystycznego filmu Żona i nie żona Edwarda Puchalskiego, pioniera polskiej kinematografii i reżysera teatralnego. Obraz porusza modną w przedwojennej kinematografii tematykę erotyczno–psychologiczną. Film zrealizowany przed wybuchem II wojny światowej, wszedł na ekrany już w trakcie wojny. Kilka dni po premierze (28 lutego 1941) za współpracę z niemieckim okupantem został zastrzelony aktor Igo Sym.

## Fabuła
Zawiedziona dotychczasowym życiem Irena odchodzi od swego męża Zenona, wyjeżdżając do Paryża. Prowadzi tam swobodne życie w towarzystwie swego kochanka Duvala. Dowiaduje się o tym zazdrosny o nią milioner Geist, jej skryty adorator, który podstępnie doprowadził do rozstania z mężem, będąc jego fałszywym przyjacielem. Zdesperowany Zenon, który usiłuje popełnić samobójstwo, trafia pod opiekę pielęgniarki Nelly, zajmującej się również małą Tolą; rodzi się między nimi więź uczuciowa. Tymczasem Irena, wezwana przez planującego z nią ślub milionera, powraca do Warszawy, gdzie następują dalsze komplikacje pomiędzy nią, Geistem, kochankiem i mężem.

## Obsada
- Irena Malkiewicz-Domańska – Irena
- Stefan Hnydziński – Zenon, mąż Ireny
- Bogusław Samborski – Stanisław Geist, przyjaciel Zenona i adorator Ireny
- Igo Sym – Duval/Kunicki, kochanek Ireny
- Tamara Wiszniewska – Nelly, pielęgniarka Zenona
- Czesław Skonieczny – Ignacy, kierowca Geista
- Mieczysława Ćwiklińska – baronowa
- Władysław Grabowski – Ignaś, jej adorator
- Janina Brochwiczówna – Irena Wojnicka
- Wanda Jarszewska – matka Nelly
- Hanna Różańska – Mela
- Maria Dulęba
- Jadwiga Dziewulska
- Helena Buczyńska
- Jerzy Leszczyński
- Aleksander Zelwerowicz
- Józef Węgrzyn
- Stanisław Bielański
- Henryk Rydzewski